# 長興山のシダレザクラ
長興山のシダレザクラ（ちょうこうざんのシダレザクラ）は、神奈川県小田原市入生田（いりうだ）地区に生育するシダレザクラの巨木である。このサクラは、小田原藩主稲葉氏の菩提寺であった紹太寺の敷地内に植えられていた。紹太寺は度重なる火事で大伽藍を喪失し、このサクラと360段に及ぶ石段などがここに残された。シダレザクラの名木として知られ、小田原市指定天然記念物やかながわ名木100選に選定されている。

## 由来

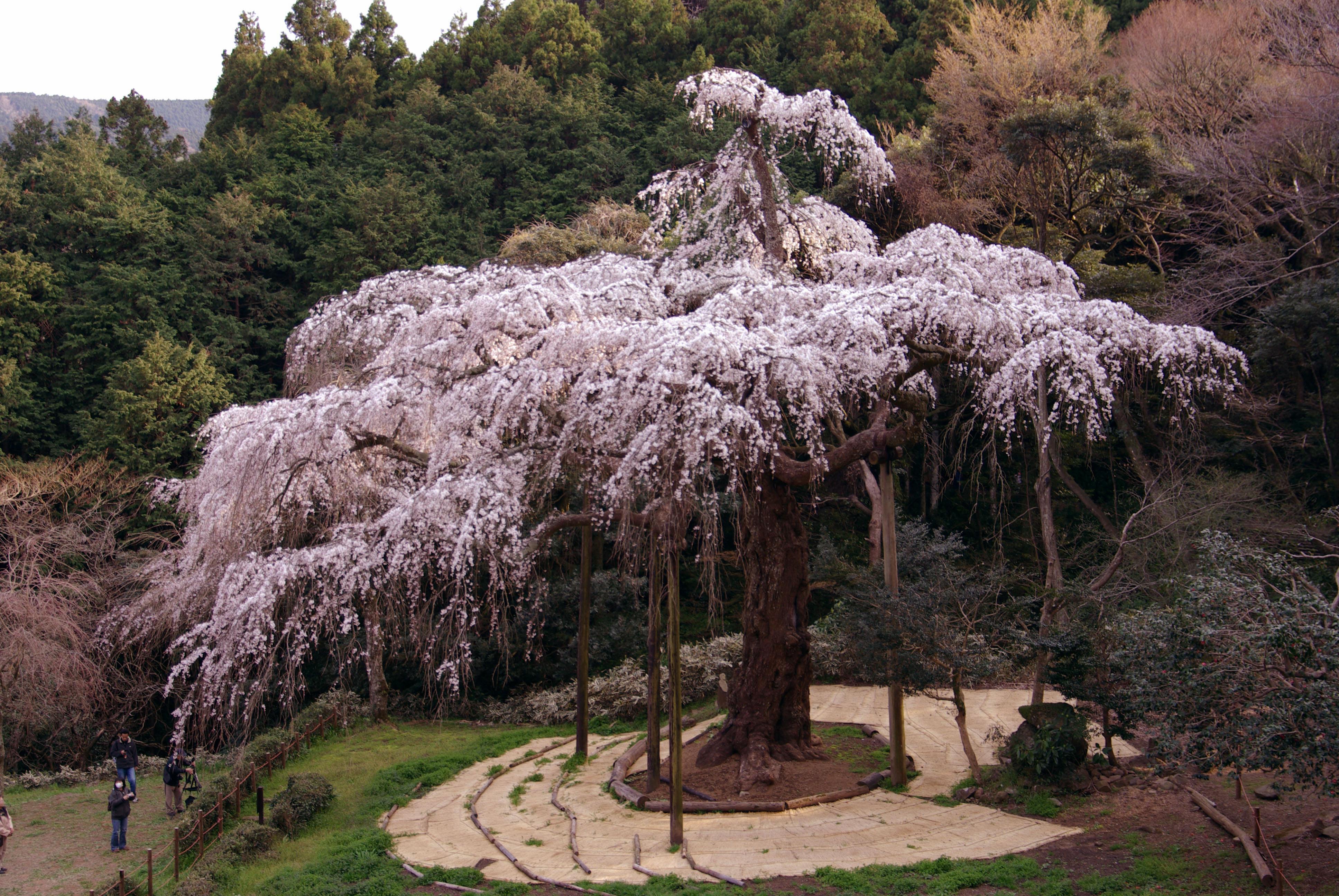
2008年

箱根登山鉄道を入生田の駅で降りて、登り勾配の道を15分から20分歩くと、1本の大きなシダレザクラの木が見えてくる。この木が長興山のシダレザクラで、推定の樹齢は300年以上という。2007年（平成19年）の時点においては、樹高は12.7メートル、主幹の胸高は4.66メートル、根元周囲は8.0メートル、枝張りは東に10.3メートル、西に7.1メートル、南北にそれぞれ10.3メートル、9.3メートルを測る。樹形はよく整っていて、羽を広げた白鷺や仮眠をとる丹頂の姿に似ているなどと形容される。
このサクラが生育する場所には、かつて紹太寺という寺院の伽藍があった。紹太寺は黄檗宗に属し、山号を長興山という。紹太寺は江戸時代初期に小田原藩の藩主を務めた稲葉氏一族の菩提寺であった。創建時は小田原城の城下、東海道筋の山角町（やまかくちょう）にあったが、1669年（寛文9年）に小田原藩第2代藩主稲葉正則が入生田の地に移転した。開山は隠元禅師のもとで修行に励んだ鉄牛道機で、東西十四町七十間、南北十町十六間に及ぶ広大な境内に七堂伽藍を備えた一大寺院となった。当時の紹太寺について、オランダ商館付の医師として日本に滞在していたエンゲルベルト・ケンペルは1691年（元禄4年）にこの寺院の前を通りかかり、『江戸参府旅行日記』でその広壮さについて言及している。このサクラは、紹太寺が入生田の地へ移転してきた時に庭園樹として植栽されたものと推定されている。
紹太寺は安政年間（1854年 - 1860年）に火災に遭って大伽藍の殆どを焼失し、子院の清雲院が紹太寺の寺号を引き継いだ。唯一残っていた総門も1915年（大正4年）に焼失し、サクラと360段に及ぶ石段、稲葉氏一族の墓8基と開山鉄牛和尚の寿塔などの文化財が残され、跡地はミカン畑に変じた。その後サクラの周囲は整備され、史跡めぐりのハイキングコースの一部としても知られるようになった。
サクラの巨木がほとんど存在しない神奈川県下では、有数のシダレザクラの名木と評価され、1957年（昭和32年）3月30日に小田原市の天然記念物に指定された他、1984年（昭和59年）にはかながわ名木100選に選定された。毎年3月下旬から4月上旬頃が見ごろで、花見時には多くの人々でにぎわい、入生田駅からは行列ができるほどである。
1989年（平成元年）と1991年（平成3年）の2度にわたって樹木医が枯れ枝の切除や根元の治療、支柱設置などを行っているが、樹勢の衰えが懸念されていた。そこで住友林業がクローン苗木の提供を申し出た。2003年（平成15年）から始まったクローン苗木の増殖は、原木の樹齢の古さによって芽の成長に時間がかかったり、効果的な培養液の調合を試みたりの苦労を重ねた末に2009年（平成21年）に増殖に成功した。クローン苗木は、小田原市内の小田原こどもの森公園（わんぱくランド）や紹太寺の境内に植栽されている。

## 交通アクセス
所在地
- 神奈川県小田原市入生田303

交通
- 箱根登山鉄道入生田駅から徒歩約20分[10][13]。